# 石重乂
壽王石重乂（919年—937年8月5日），字弘理，是後晉高祖石敬瑭的第三子。他自幼好讀書，看兵法，石敬瑭很喜愛他。後來石敬瑭即位，自北京皇城使拜左骁卫大将军，以为河南尹，石敬瑭幸汴州，又加石重乂檢校司空、權東都留守。不久，鄴都的範延光叛變，被任为魏府四面副都部署兼诸军都虞候的前灵武节度使、洛都巡检使张从宾亦叛，与范延光合谋，杀石重乂於河南府，年十九歲。石敬瑭在偏殿发丧，輟朝三日，贈太傅。同年十月，以庄宅使張穎辦他的喪事，葬於河南府萬安山。天福七年，再赠太尉，追封為壽王。八年，在赠太傅虢王的基础上再赠太师。石重乂无子。王妃虢国夫人李氏，汾州刺史李玘之女，石重乂死後當尼姑，開運年間在京師去世。

## 延伸阅读
[在维基数据编辑]
 《舊五代史·卷87》，出自薛居正《舊五代史》
 《新五代史/卷17》，出自歐陽修《新五代史》